# Taifa di Lérida
La taifa di Lérida (in arabo طائفة لاردة‎?), nel Medioevo era un regno musulmano indipendente (taifa) della penisola iberica con capitale a Lérida, situato nella Spagna musulmana orientale.

## Storia
Hisham III ibn Muhammad, 12º Califfo di al-Andalus, quando nel 1031, nel periodo finale della fitna di al-Andalus, descritta dallo storico Rafael Altamira, riuscì a fuggire da Cordova si rifugiò a Balaguer, vicino a Lérida, dove ottenne l'ospitalità del governatore al-Mustaʿīn I dei Banu Hud, e qui morì nel 1036, come riportano la Histoire des Almohades / d'Abd el- Wâh'id Merrâkechi e la History Of The Mohammedan Dynasties In Spain Vol II.

In quegli anni, tra il 1031 e il 1036, sulle rovine del Califfato Omayyade Cordoba fu fondata da Sulaymān ibn Muhammad ibn Hūd, detto al-Mustaʿīn bi-llāh (in arabo سليمان "المستعين بالله" بن هود‎?)
Nel 1039, approfittando di disaccordi interni, Al-Musta'in, spodestando i Tugibidi, divenne emiro della taifa di Saragozza e regnò su tutta l'area settentrionale di influenza musulmana, oltre Lérida e Saragozza anche Huesca, Tudela e Calatayud, come riportano sia la Histoire des Almohades / d'Abd el- Wâh'id Merrâkechi, che il Muslim Spain and Portugal: A Political History of al-Andalus.
Alla sua morte, Al-Musta'in divise il regno tra i suoi figli: a Lérida gli succedette Yūsuf al-Muzaffar, che mantenne il potere come emiro indipendente di Lérida dal 1046 al 1078 avendo sempre contrasti col fratello Al-Muqtádir, che regnava a Saragozza, tanto che nel 1051 fu costretto a chiedere la protezione delle contee catalane di Raimondo Berengario I di Barcellona.

La Taifa di Lérida, secondo La web de las biografias fu incorporata nella taifa di Saragozza, nel 1078 e Yusuf fu imprigionato nel castello di Rueda de Jalón. 

Taifa di Lérida nel 1086

Alla morte di Al-Muqtádir, nel 1082, il figlio, Yusuf al-Mutamin gli subentrò nella taifa di Saragozza mentre al figlio, Al-Mundir, lasciò la taifa di Lleida, insieme a quelle di Tortosa e Denia.

I due fratelli non andavano d'accordo; Yusuf al-Mutamin aveva preso al suo servizio el Cid, mentre Al-Mundir, si era alleato con  
Berengario Raimondo II di Barcellona, e, ad Almenar, il Cid sconfisse la coalizione di Al-Mundir e fece prigioniero il conte di Barcellona, Raimondo Berengario II, che dopo poco tempo fu liberato a seguito del pagamento del riscatto.

Dopo altre due sconfitte ad opera del Cid, a quest'ultimo venne affidato il protettorato di tutte le province musulmane a sudovest della Catalogna, praticamente i regni di Saragozza e Lerida. 
Alla morte di Al-Mundir il regno passò nelle mani del giovane Sulaymān Sayyid al-Dawla (1090-1102), l'ultimo dei Banu Hud, che dovette soccombere alla conquista degli Almoravidi nel 1102, come riporta la Gran enciclopedia catalana.
Successivamente il regno cadde nelle mani degli Almoravidi, che la difesero dagli attacchi di Alfonso I; nel 1118, quando Saragozza fu conquistata dal re d'Aragona, Alfonso I, Lérida continuò ad essere Almoravide.

La città fu definitivamente conquistata, nel 1149, dal conte Raimondo Berengario IV, conte di Barcellona, che aveva conquistato Tortosa l'anno precedente.

### Elenco dei governanti della taifa di Lérida
I governanti della taifa di Lérida erano membri dei Banu Hud:
- Sulaymán ben Hud al-Musta'in (1036-1046).
- Yusuf ibn Sulaymán al-Muzáffar (1046-1078).

- Al-Múndir Imad al-Dawla (1082-1090).
- Sulayman Sayyid ad-Dawla (1090-1102).

### Fonti primarie
- (FR)  Histoire des Almohades / d'Abd el- Wâh'id Merrâkechi
- (EN)  The History Of The Mohammedan Dynasties In Spain Vol II
- (EN)  Muslim Spain and Portugal: A Political History of al-Andalus

### Letteratura storiografica
- Rafael Altamira, "Il califfato occidentale", in: «Storia del mondo medievale», Cambridge History of Middle Age, vol. II, 1999, pp. 477–515.]
- Rafael Altamira, La Spagna (1031-1248), in "Storia del mondo medievale", vol. V, 1999, pp. 865–896
- La recomquista